# Список аэропортов Американских Виргинских Островов
Список аэропортов Американских Виргинских островов , сгруппированных по типу. Содержит все гражданские и военные аэропорты штата. Некоторые частные и ныне не используемые аэропорты могут находиться в списке (например, если ФАА зафиксированы коммерческие перевозки или если аэропорт имеет код ИАТА).

## Список
Описание каждого столбца в разделе «Пояснения к таблице».
Аэропорты, чьи названия выделены жирным, обеспечивают регулярные коммерческие перевозки.
| Город                       | ФАА  | ИАТА | ИКАО | Аэропорт                                               | Кат. | Пасс./год |
| --------------------------- | ---- | ---- | ---- | ------------------------------------------------------ | ---- | --------- |
|                             |      |      |      | Важнейшие аэропорты (PR)                               |      |           |
| Шарлотта-Амалия, Сент-Томас | STT  | STT  | TIST | Cyril E. King Airport                                  | PR   | 575 507   |
| Кристианстед, Санта-Крус    | STX  | STX  | TISX | Henry E. Rohlsen Airport                               | PR   | 187 461   |
|                             |      |      |      | Seaplane Bases (not listed in NPIAS)                   |      |           |
| Шарлотта-Амалия, Сент-Томас | VI22 | SPB  |      | Charlotte Amalie Harbor Seaplane Base (St. Thomas SPB) |      | 71 555    |
| Кристианстед, Санта-Крус    | VI32 | SSB  |      | Christiansted Harbor Seaplane Base                     |      | 68 386    |

## Пояснения к таблице
- Город — город, который обслуживается аэропортом.
- Код ФАА — код аэропорта, назначенный Федеральной администрацией по авиации.
- Код ИАТА — код аэропорта ИАТА. Если код ИАТА не совпадает с кодом ФАА данного аэропорта, то он выделен жирным.
- Код ИКАО — код аэропорта ИКАО.
- Аэропорт — официальное название аэропорта.
- Кат. (категория) — одна из четырёх категорий аэропортов, определяемая ФАА на основе плана NPIAS (National Plan of Integrated Airport Systems) на 2007—2011 годы:
  - PR: (Commercial Service — Primary) — аэропорт, имеющий коммерческий пассажиропоток более 10000 человек в год.
  - CS: (Commercial Service — Non-Primary) — аэропорт, имеющий коммерческий пассажиропоток не менее 2500 человек в год.
  - RL: (Reliever) — аэропорты авиации общего назначения, находящиеся в крупных городах. Имеют сходство с аэропортами категории GA. Помимо базирования частной авиации, аэропорты используются для того, чтобы разгрузить крупные аэропорты от небольших самолётов, осуществляющих коммерческие пассажирские перевозки.
  - GA: (General Aviation) — аэропорты авиации общего назначения. В аэропорту должны базироваться не менее 10 воздушных судов, но обслуживаться не более 2500 пассажиров в год. Это означает, что большинство воздушных судов принадлежат и используются частными лицами, и коммерческие перевозки либо отсутствуют, либо незначительны.
- Пасс./год — коммерческий пассажиропоток за 2006 календарный год (согласно отчёту ФАА).